# Liste des édifices labellisés « Architecture contemporaine remarquable » de Vaucluse
Cet article recense les édifices labellisés « Architecture contemporaine remarquable » de Vaucluse, en France.
Le label « Architecture contemporaine remarquable » remplace depuis 2016 l'ancien label « Patrimoine du XXe siècle ». Il ne prend en compte que des édifices de moins de 100 ans à la date de labellisation, et qui ne sont pas protégés comme monuments historiques.
Au début 2024, le Vaucluse compte 13 édifices ainsi labellisés.

## Liste
| Monument                                                            | Commune    | Adresse                    | Coordonnées                      | Notice     | Date | Illustration                                                        |
| ------------------------------------------------------------------- | ---------- | -------------------------- | -------------------------------- | ---------- | ---- | ------------------------------------------------------------------- |
| Bâtiment du siège social de Groupama                                | Avignon    | 83 route de Lyon           | 43° 57′ 13″ nord, 4° 49′ 58″ est | ACR0001585 | 2020 | Image manquante Téléverser                                          |
| Hôtel des postes                                                    | Avignon    | Cours du Président-Kennedy | 43° 56′ 35″ nord, 4° 48′ 17″ est | ACR0001464 | 2000 | Hôtel des postes                                                    |
| Maison pour tous Champfleury                                        | Avignon    | 2 rue Marie-Madeleine      | 43° 56′ 15″ nord, 4° 47′ 55″ est | ACR0001679 | 2022 | Image manquante Téléverser                                          |
| Parc des sports de Saint-Chamand                                    | Avignon    | Avenue Pierre-de-Coubertin | 43° 55′ 48″ nord, 4° 50′ 41″ est | ACR0001463 | 2015 | Parc des sports de Saint-Chamand                                    |
| Résidence Paul Valéry                                               | Avignon    | 59 avenue Montclar         | 43° 56′ 13″ nord, 4° 48′ 18″ est | ACR0001677 | 2022 | Image manquante Téléverser                                          |
| Résidence San Miguel                                                | Avignon    | Rue Ninon-Vallin           | 43° 56′ 38″ nord, 4° 48′ 49″ est | ACR0001462 | 2000 | Image manquante Téléverser                                          |
| Lycée Victor-Hugo                                                   | Carpentras | 139 avenue Victor-Hugo     | 44° 03′ 00″ nord, 5° 02′ 53″ est | ACR0001465 | 2000 | Lycée Victor-Hugo                                                   |
| Piscine couverte de Carpentras                                      | Carpentras | Rue du Mont-de-Piété       | 44° 03′ 22″ nord, 5° 03′ 00″ est | ACR0001466 | 2000 | Piscine couverte de Carpentras                                      |
| Le Vialle                                                           | Grillon    |                            | 44° 23′ 39″ nord, 4° 55′ 45″ est | ACR0001467 | 2007 | Le Vialle                                                           |
| Coopérative vinicole du Luberon                                     | Maubec     | Hameau de Coustellet       | 43° 52′ 00″ nord, 5° 08′ 33″ est | ACR0001469 | 2000 | Coopérative vinicole du Luberon                                     |
| Crédit agricole d'Orange                                            | Orange     | 54 cours Aristide-Briand   | 44° 08′ 10″ nord, 4° 48′ 20″ est | ACR0001470 | 2000 | Image manquante Téléverser                                          |
| Anciennes installations architecture militaires du plateau d'Albion | Rustrel    | Plateau d'Albion           | 44° 03′ 23″ nord, 5° 29′ 45″ est | ACR0001471 | 2013 | Anciennes installations architecture militaires du plateau d'Albion |
| Coopérative vinicole du Thor                                        | Le Thor    | Route de Cavaillon         | 43° 55′ 32″ nord, 4° 59′ 53″ est | ACR0001468 | 2000 | Coopérative vinicole du Thor                                        |